# Odkształcenie
Odkształcenie – zmiana położenia punktów ciała, przy której zmieniają się odległości między nimi.
Odkształcenia mogą być spowodowane obciążeniem siłami (naprężenie), a także temperaturą.
Opisem i badaniem odkształceń ciał stałych, z pominięciem ich wewnętrznej struktury, zajmuje się mechanika ośrodków ciągłych dzieląc odkształcenia na sprężyste i plastyczne, badaniem których zajmują się dziedziny mechaniki ośrodków ciągłych takie jak teoria sprężystości, teoria plastyczności, a ośrodkami w których przewiduje się także płynięcie ośrodka reologia. Badaniem odkształceń z uwzględnieniem wewnętrznej struktury krystalicznej, cząsteczkowej i atomowej zajmują się dziedziny fizyki ciała stałego.
W mechanice konstrukcji, znaczenie słowa odkształcenie jest ograniczane do miary deformacji ciała poddanego działaniu obciążeń np. sił zewnętrznych lub oddziaływań termicznych. Jest ona wyrażona bezjednostkowo – znaczy to, że jest wielkością bezwymiarową, ponieważ nie określa sprężystości materiału, a jedynie sposób, w jaki się on odkształca.

## Odkształcenie w teorii sprężystości
Zależność pomiędzy stanem odkształcenia a stanem naprężenia w punkcie ciała określa m.in. uogólnione prawo Hooke’a, które mówi, że składowe stanu odkształcenia są liniowymi jednorodnymi funkcjami składowych stanu naprężenia (i nawzajem).

## Geometryczny opis odkształcenia liniowego
Przy rozpatrywaniu rozciągania bądź ściskania, czyli odkształcenia liniowego w kierunku prostej, na której leżą dwa (tworzące odcinek) dowolnie wybrane punkty {\displaystyle A} i {\displaystyle B} wewnątrz ciała nieobciążonego, można określić odległość {\displaystyle L} pomiędzy nimi. Po obciążeniu tego ciała np. siłami zewnętrznymi lub przy oddziaływaniu termicznym, następuje jego deformacja, w wyniku czego odległość ta się zmienia o {\displaystyle \Delta L.} Odkształcenie liniowe {\displaystyle \varepsilon } w dowolnym punkcie ciała jest granicą ilorazu różnicy odległości {\displaystyle \Delta L} do odległości wyjściowej {\displaystyle L,} gdy odległość wyjściowa zmierza do zera, tzn.
{\displaystyle \varepsilon =\lim _{L\to 0}{\frac {\Delta L}{L}}.}
Innymi słowy przy definicji w punkcie ciała określonego odkształcenia liniowego, w kierunku wybranej prostej, rozważa się zmiany długości odcinka tej prostej w bezpośrednim otoczeniu tego punktu.

## Odkształcenie liniowe
Wartości odkształcenia liniowego w punkcie ciała mogą być różne w zależności od kierunku w jakim są badane. Jeśli rozpatrujemy odkształcenie liniowe w punkcie {\displaystyle A} położonym w początku układu współrzędnych i obierzemy punkt {\displaystyle B} leżący na osi {\displaystyle x} układu, który pod wpływem obciążenia przemieścił się do {\displaystyle B'} to odkształcenie liniowe można zapisać jako:
{\displaystyle \varepsilon _{x}=\lim _{B\to A}{\frac {|AB'|-|AB|}{|AB|}}.}
Przeprowadzając podobną analizę dla osi {\displaystyle y} i {\displaystyle z} można otrzymać odpowiednio {\displaystyle \varepsilon _{y}} i {\displaystyle \varepsilon _{z}} można zapisać odkształcenia liniowe jako:
{\displaystyle \varepsilon _{x}={\frac {\partial u_{x}}{\partial x}},\quad \varepsilon _{y}={\frac {\partial u_{y}}{\partial y}},\quad \varepsilon _{z}={\frac {\partial u_{z}}{\partial z}}.}

## Odkształcenie postaciowe (kąt odkształcenia postaciowego)
Podobnie rozważa się zmiany miar kątowych w bezpośrednim otoczeniu punktu. Odkształcenie kątowe {\displaystyle \gamma } jest granicą ilorazu różnicy kąta pomiędzy dwoma dowolnie wybranymi odcinkami w ciele nieobciążonym i obciążonym, gdy długości tych odcinków zmierzają do zera, zatem można zapisać:
{\displaystyle \gamma _{xy}={\frac {\partial u_{x}}{\partial y}}+{\frac {\partial u_{y}}{\partial x}},\quad \gamma _{yz}={\frac {\partial u_{y}}{\partial z}}+{\frac {\partial u_{z}}{\partial y}},\quad \gamma _{xz}={\frac {\partial u_{x}}{\partial z}}+{\frac {\partial u_{z}}{\partial x}}.}

## Odkształcenie objętościowe
Chociaż odkształcenia liniowe {\displaystyle \varepsilon } i kątowe {\displaystyle \gamma } w pełni definiują stan odkształcenia, możliwe jest wyznaczenie innych charakterystycznych wartości odkształceń. Jednym z nich jest odkształcenie objętościowe, które jest miarą zmiany objętości ciała. Z definicji odkształcenie objętościowe to:
{\displaystyle \vartheta =\lim _{V^{(0)}\to 0}{\frac {V-V^{(0)}}{V^{(0)}}},}
gdzie:
{\displaystyle V^{(0)}} – objętość początkowa,
{\displaystyle V} – objętość końcowa.
W układzie kartezjańskim:
{\displaystyle \vartheta =\varepsilon _{x}+\varepsilon _{y}+\varepsilon _{z}.}

## Zapis tensorowy
Stosując jednolite oznaczenie dla obu typów odkształceń, można zapisać odkształcenie w postaci tensora odkształcenia:
{\displaystyle \varepsilon _{ij}={\frac {1}{2}}\left(\nabla _{i}u_{j}+\nabla _{j}u_{i}\right),}
lub w notacji tensorowej:
{\displaystyle \varepsilon ={\frac {1}{2}}({\vec {\nabla }}{\vec {u}}+({\vec {\nabla }}{\vec {u}})^{T}).}
Porównując zapis tensorowy z tradycyjnym, dla przypadku kartezjańskiego układu współrzędnych, otrzymuje się:
{\displaystyle \varepsilon _{ij}=\left[{\begin{matrix}\varepsilon _{x}&{\frac {\gamma _{xy}}{2}}&{\frac {\gamma _{xz}}{2}}\\{\frac {\gamma _{xy}}{2}}&\varepsilon _{y}&{\frac {\gamma _{yz}}{2}}\\{\frac {\gamma _{xz}}{2}}&{\frac {\gamma _{yz}}{2}}&\varepsilon _{z}\end{matrix}}\right].}
Odkształcenie objętościowe: {\displaystyle \vartheta =\varepsilon _{ij}g^{ij},}
gdzie:
{\displaystyle g^{ij}} – kontrawariantny tensor metryczny,
{\displaystyle \vartheta =tr(\varepsilon )} – w notacji tensorowej.

## Przypadek dużych odkształceń
Powyższe rozważania dotyczą tzw. przypadku małych odkształceń. Jest dyskusyjnym, co można nazywać małymi odkształceniami. Nie ma tu konkretnych rozgraniczeń, należy być jednak świadomym rosnących błędów wraz ze wzrostem odkształceń.
Dla dużych odkształceń tensor odkształcenia można opisać jako:
{\displaystyle \varepsilon _{ij}={\frac {1}{2}}(g_{ij}-g_{ij}^{(0)}),}
gdzie:
{\displaystyle g_{ij}} – tensor metryczny układu współrzędnych związanego z ciałem odkształconym,
{\displaystyle g_{ij}^{(0)}} – tensor metryczny układu współrzędnych związanego z ciałem nieodkształconym.